# Sender Lokstedt

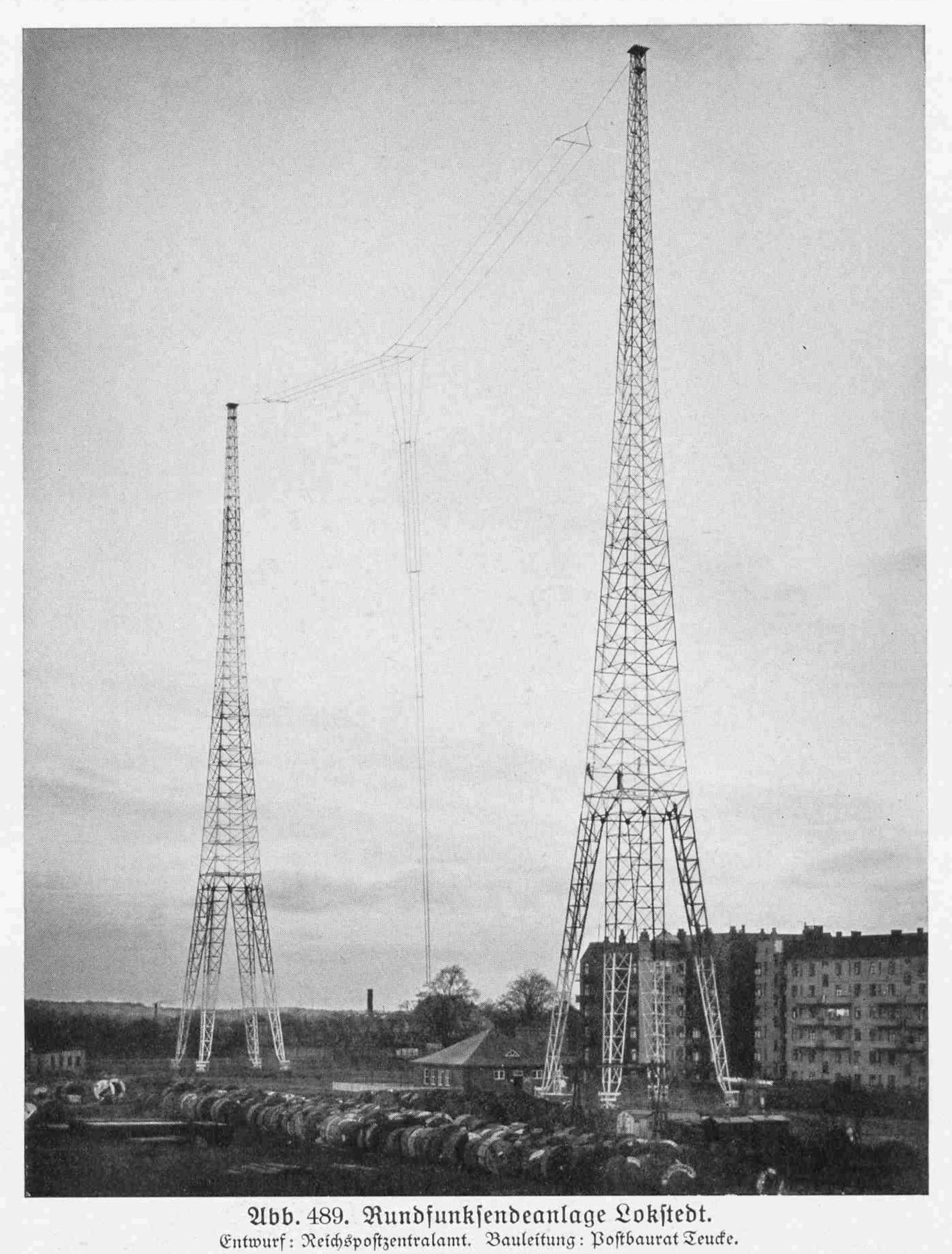
Rundfunksender Lokstedt (1929)

Der Sender Lokstedt war ein Rundfunksender für Mittelwellenrundfunk im damaligen Lokstedt bei Hamburg, der von 1925 bis 1934 in Betrieb war. Die Sendeanlage existiert nicht mehr.

## Geschichte
Bei der Aufnahme des Sendebetriebs war der deutsche Rundfunk auf Röhrenempfänger ausgerichtet, die jedoch wegen ihres hohen Preises nicht weit verbreitet waren. 1924 genehmigte das Reichspostministerium den Selbstbau von Detektorempfängern. Allerdings war der Empfang mit Detektorempfängern und Kopfhörern nur innerhalb eines Kreises von etwa 12 km möglich, so dass die Sender-Abdeckung in und um Hamburg verbessert werden musste. Der neue Sender für den Norden Hamburgs sollte auf dem Standort des Telegraphen-Zeug-Amts (TZA) in Lokstedt aufgestellt werden, das damals zu Preußen gehörte. Die Sendegesellschaft war der Nordische Rundfunk (NORAG), die auf dem Gelände des TZA ein Holzhäuschen für die Unterbringung der technischen Einrichtungen errichtete.
Der Entwurf für den Sender stammte vom Reichspostzentralamt, die Leitung des Baus hatte Postbaurat Conrad Teucke. Der Rundfunksender wurde am 15. Oktober 1925 in Betrieb genommen. 1934 wurde der Rundfunksender Lokstedt durch den Sender Billwerder-Moorfleet ersetzt. Die Gebäude des Telegraphen-Zeug-Amts am Christoph-Probst-Weg existieren noch, der Gebäudekomplex wird gewerblich genutzt. 

## Technik

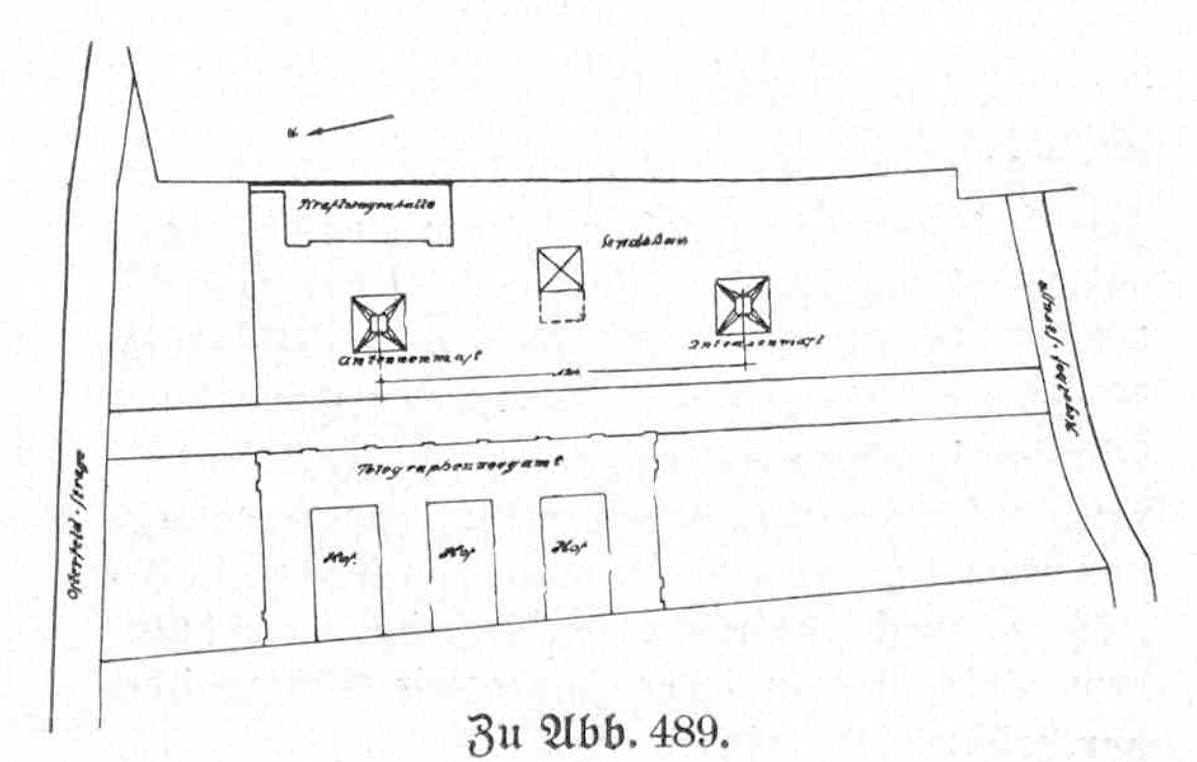
Lageplan des Senders, unten (westlich) das Telegraphen-Zeug-Amt, links (nördlich) die Osterfeldstraße

Das Gelände des Telegraphen-Zeug-Amts, das auch den Sender Lokstedt beherbergte, befand sich südlich der Osterfeldstraße. Während des Baus und Betriebs des Senders gehörte der Standort zu Lokstedt, durch Verschiebung der Stadtteilgrenzen ist der Ort heute in Hamburg-Eppendorf. Südlich wurde das Gelände durch die Kegelhofstraße begrenzt.
Der Rundfunksender verfügte über eine Sendeleistung von 1,5 kW und verwendete eine T-Antenne. Diese war zwischen zwei freistehenden Stahlfachwerktürmen von 103 Metern Höhe gespannt, die 26 Tonnen wogen und durch ihre markante Fußkonstruktion auffielen. Nach anderen Angaben von 1929 waren die Spitzen der beiden Türme 100 Meter hoch und lagen 120 Meter auseinander. Demnach betrug die Primärleistung des Senders 9 kW, bei einer Antennenleistung von 4 kW.